# Favourite
Favourite is een Australisch historisch merk van motorfietsen.
De bedrijfsnaam was: The Favourite, Peterborough, Australia.
De motorfietsen van het merk Favourite werden in het begin van de twintigste eeuw geproduceerd, in elk geval in 1912. Het waren Flattank machines die veel leken op de modellen van Triumph uit die periode. Het motorblok kwam van het Britse Abingdon King Dick, die wel vaker naar Australië geëxporteerd werden (zie ook Speedwell).